# 本田勝規
本田 勝規（ほんだ かつのり、1959年〈昭和34年〉3月2日 - ）は、日本の地方公務員。元鹿児島県職員。奄美群島振興開発基金理事長。

## 来歴
鹿児島県大島郡龍郷町出身。兵庫県立兵庫高等学校を経て、1981年（昭和56年）3月、京都大学法学部を卒業。同年4月、鹿児島県庁へ入庁。
入庁後、土木部監理課用地対策室長、企画部離島振興課長、東京事務所次長、企画部次長（中長期政策等担当）兼交通政策統括監、鹿児島地域振興局長、農政部長などを歴任。大島支庁には2度赴任したことがあり、離島振興課長在任時には奄美群島の在り方検討委員会のメンバーとして、奄美群島の振興開発の方向性や方策などについて討議した。
2019年（平成31年）4月1日、独立行政法人奄美群島振興開発基金理事長に就任。